# East Cottingwith
East Cottingwith är en ort i civil parish Cottingwith, i distriktet East Riding of Yorkshire, Storbritannien. Den ligger i grevskapet East Riding of Yorkshire och riksdelen England, i den centrala delen av landet, 270 km norr om huvudstaden London. East Cottingwith ligger 9 meter över havet och antalet invånare är 349. East Cottingwith var en civil parish 1866–1935 när blev den en del av Cottingwith. Civil parish hade 185 invånare år 1931. Byn nämndes i Domedagsboken (Domesday Book) år 1086, och kallades då Coteuuid.
Terrängen runt East Cottingwith är mycket platt. Runt East Cottingwith är det ganska tätbefolkat, med 139 invånare per kvadratkilometer. Närmaste större samhälle är York, 13,5 km nordväst om East Cottingwith. Trakten runt East Cottingwith består till största delen av jordbruksmark.